# ریج (ریجویل، جورجیا)
ریج (به انگلیسی: The Ridge) یک منطقهٔ مسکونی در ایالات متحده آمریکا است که در شهرستان مکینتاش، جورجیا قرار دارد.